# Pogonomyrmex anergismus
Pogonomyrmex anergismus is een mierensoort uit de onderfamilie van de Myrmicinae. De wetenschappelijke naam van de soort is voor het eerst geldig gepubliceerd in 1954 door Cole.